# Alternateur à commutation de flux
 (mai 2016).
Si vous disposez d'ouvrages ou d'articles de référence ou si vous connaissez des sites web de qualité traitant du thème abordé ici, merci de compléter l'article en donnant les références utiles à sa vérifiabilité et en les liant à la section « Notes et références ».
Un alternateur à commutation de flux est une forme d'alternateur à haute vitesse mis en rotation par les flux de gaz, d'un réacteur, qui entraine une turbine. Ce type d'alternateur est de conception simple, robuste et capable d'une vitesse de rotation élevée. Leur usage est notamment répandu dans les missiles.

Animation d'un alternateur avec un rotor à six pôles, les flèches indiquent le sens des flux magnétiques.

## Principe
La rotation de la couronne dentée génère une variation du sens des flux magnétiques. Cette variation de flux génère une variation de tension, dans les bobines qu'il traverse. La fréquence de cette variation de tension est directement liée a la vitesse de rotation du rotor et au nombre de dents sur la couronnes. 
Du fait de la vitesse élevée obtenue par la mise en rotation, générée par la vitesse de la turbine, entraînant l'alternateur, mise en rotation par le flux de gaz du réacteur, peu de dents sont nécessaires au bon fonctionnement. La fréquence étant lié à la vitesse d'éjection des gaz elle varie dans le temps et atteint 0 tr/min lorsque le flux de gaz s’arrête. Si l'engin à besoin d'électricité après l'extinction du réacteur il faut prévoir un dispositif de stockage de l'énergie électrique.

## Utilisation
Pouvant être utilisé dans tout engin, ayant besoin d’énergie électrique et générant un flux de fluide suffisamment puissant pour mettre en rotation la turbine. Utilisé essentiellement dans les missiles du fait du peu de composant, de l'absence d'entretien et de sa fiabilité mème aux températures élevées.

## Avantages
- Peu de pièces en rotations; uniquement la turbine et la roue dentée
- Bobinages, fils et connecteur électriques uniquement sur le stator.

## Inconvénients
- Puissance produite directement lié à l'énergie du flux de gaz. Arrêt de la production d’électricité dès que l'énergie du flux de gaz du réacteur est insuffisant pour entraîner la turbine et le rotor de l'alternateur pour que celui-ci produise suffisamment d'énergie électrique.